# Pocket PC

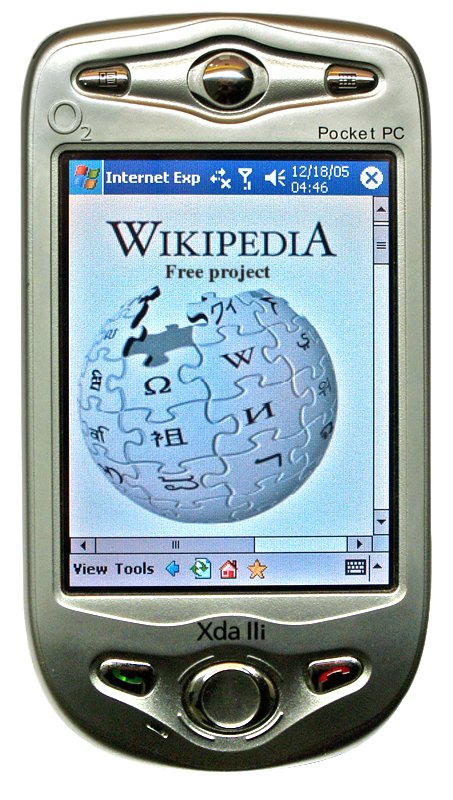
O_{2} Pocket PC

Pocket PC (zkráceně též P/PC nebo PPC) je hardwarová specifikace pro kapesní počítače (PDA) s operačním systémem Microsoft Windows Mobile. Mohou být schopny používat alternativní operační systém, jako NetBSD nebo Linux.
Současné Pocket PC mohou být vybaveny GPS přijímačem, GSM modulem, hardwarovou klávesnicí nebo digitálním fotoaparátem. Displej bývá dotykový s rozlišením nejčastěji 240x320 pixelů (QVGA) nebo 480x640 pixelů (VGA).

## Výrobci
- Acer
- Asus
- Hewlett-Packard
- HTC
- a další.